# .325 Winchester Short Magnum

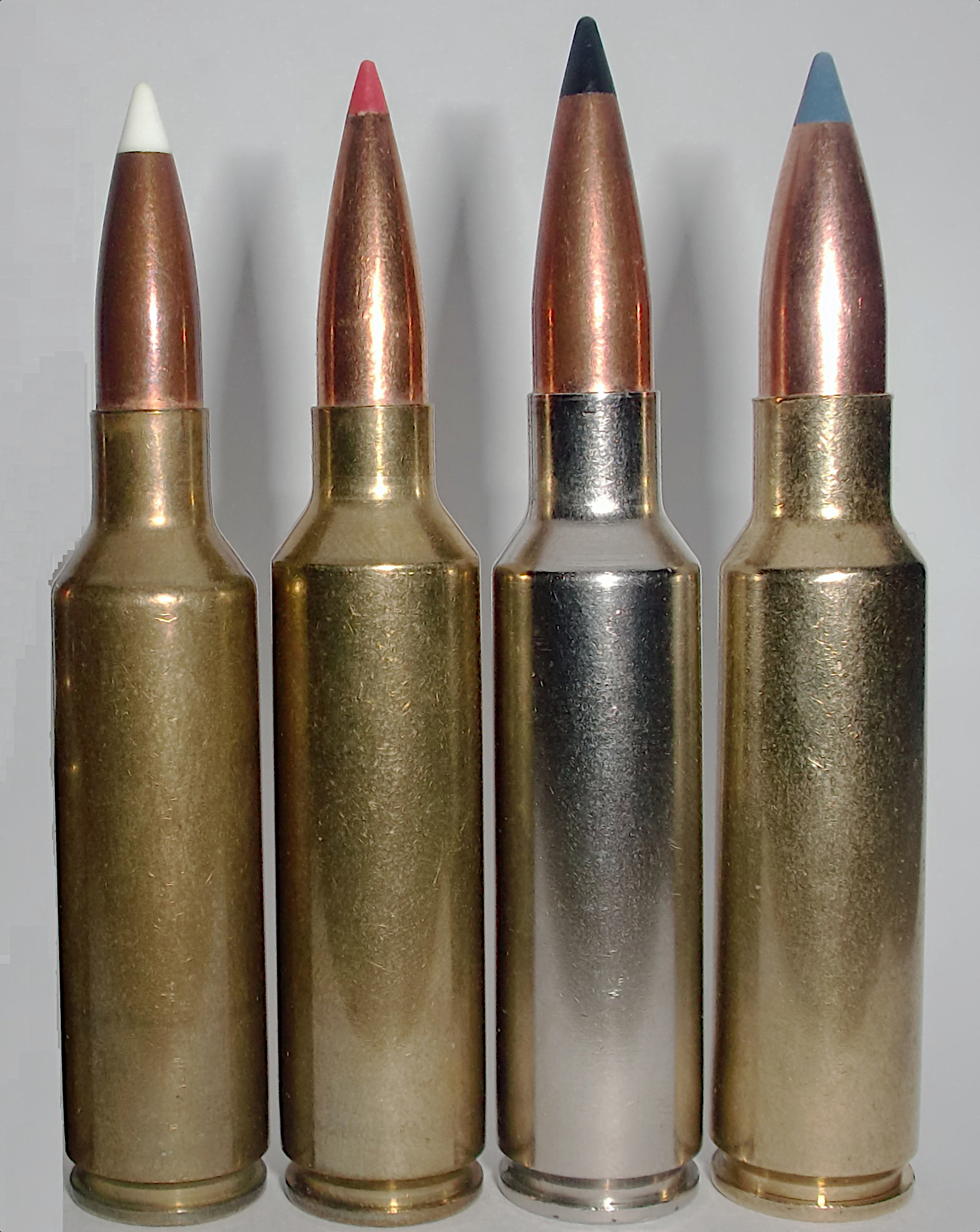
A família WSM, da esquerda para a direita: .270 WSM, 7 mm WSM, .300 WSM, .325 WSM.

O .325 WSM (Winchester Short Magnum), é um cartucho de fogo central de rifle de calibre 8mm curto, com estojo de aro rebatido, que foi introduzido em 2005 pela Winchester.
O nome do cartucho é apenas nominal, pois o projétil tem diâmetro de 8,2 mm (0,323 polegadas). Apresentado no Shot Show de 2005 em Las Vegas, NV, é o maior dos membros da família de cartuchos Winchester Short Magnum. O .325 WSM foi planejado para a caça de animais de médio e grande porte, de pele fina, da África, Ásia, Europa e América do Norte.

## Origem e histórico
Desde a introdução do .300 WSM em 2000, havia especulações de que Winchester e Browning lançariam mais cartuchos com base no estojo do cartucho .300 WSM. Então, em 2001, a Winchester anunciou o lançamento dos cartuchos .270 WSM e 7 mm WSM. O senso comum indicava que a Winchester lançaria um cartucho de calibre .33 (8,38 mm) com base no estojo .300 WSM. No entanto, a Winchester surpreendeu o público em 2002 quando eles introduziram o .223 WSSM e o .243 WSSM com base em um estojo de WSM ainda mais curto seguido pelo .25 WSSM em 2003.
A introdução do .325 WSM em 2005 pegou o público de tiro de surpresa, já que o calibre 8 mm não tinha seguidores na América do Norte. As introduções anteriores de cartuchos de 8 mm na América do Norte falharam, já que o calibre .30 (7,62 mm) era geralmente considerado o calibre de escolha entre os caçadores americanos.
Quando o .325 WSM foi introduzido, a Winchester ofereceu o cartucho carregado com as seguintes balas: 180 gr (12 g) Ballistic Silvertip a 3.060 pés/s (930 m/s) (SBST325S), 200 gr (13 g) Combined Technologies Accubond a 2.950 pés/s (900 m/s) (S325WSMCT) e a Power-Point de 220 gr (14 g) a 2.840 pés/s (870 m/s) (X325WSM).

## Dimensões
O .325 WSM tem 5,39 ml de H2O (83 grãos) de capacidade no estojo do cartucho.

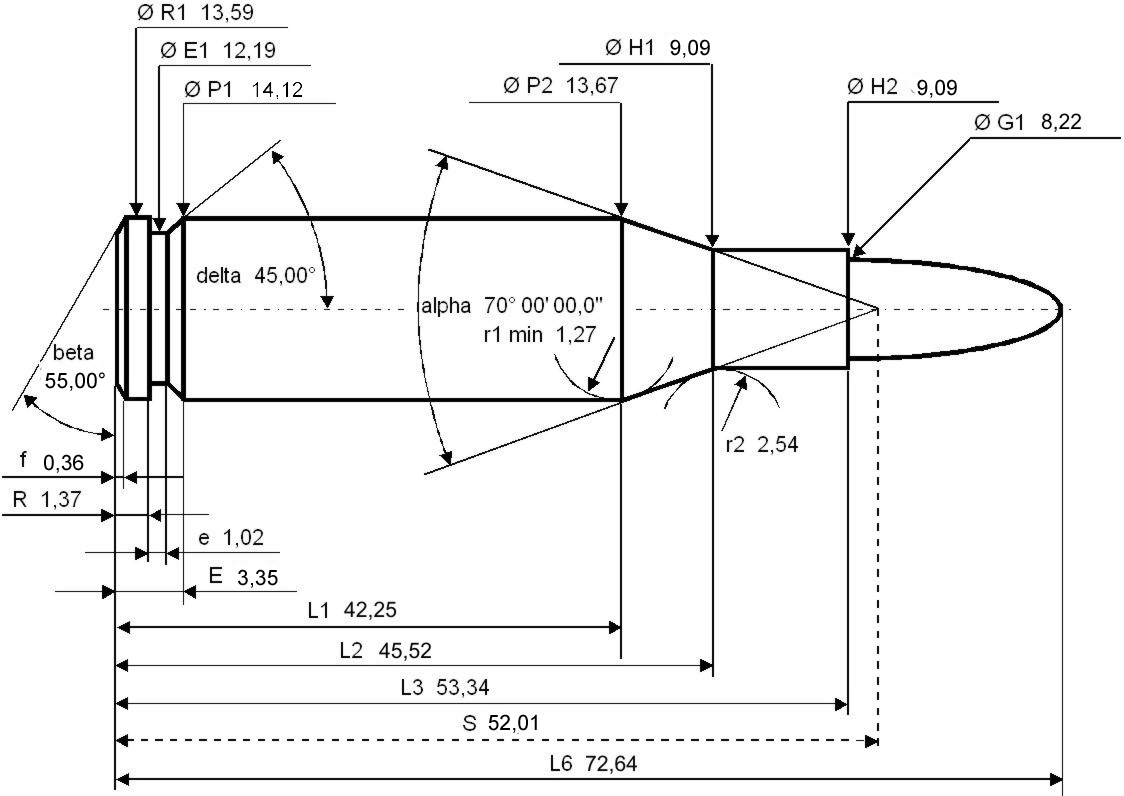
Diagrama do .325 WSM, medidas em milímetros.